# Mindy Sterling
Mindy Lee Sterling (Paterson, 11 de julho de 1953) é uma atriz norte-americana. Apesar de ter trabalhado no cinema por mais de 30 anos, ela só tornou-se de fato conhecida depois de participar das séries de comédia de Austin Powers.

## Biografia

### Carreira
Sterling aderiu à famosa trupe de comédia residida em Groundlings. Após o sucesso de Austin Powers: The Spy Who Shagged Me, ela apareceu na Drop Dead Gorgeous. Em 2000, ela interpretou uma das pessoas da cidade, na adaptação de ação de Como o Grinch roubou o Natal. Ela apareceu em alguns episódios de iCarly como Miss Francine Briggs. Contracenou com Christian Slater no show O meu pior inimigo. Ela também interpretou Judge Foodie (Juíza Almoçinho no Brasil) na série da Disney As visões da Raven e atuou como a treinadora de voleibol em Zack e Cody: Gêmeos em Ação. Ela aparece, também, como a diretora Susan Skidmore em A.N.T. Farm

### Vida pessoal
Ela é casada com Brian Gadson e, com ele, tem um filho.
Sterling foi diagnosticado com câncer de mama após uma mamografia de rotina, em 1998. Depois de uma cirurgia, de quimioterapia, radioterapia e tamoxifeno, ela manteve-se livre do câncer.

## Filmografia
- 2012-2014 Voz de Lin Beifong em Avatar a Lenda de Korra
- 2011 Mrs. Susan Skidmore em Programa de Talentos
- 2009 Witchiepoo em the 2009  - TVLand Awards tribute to Sid & Marty Krofft.
- 2009 Pink Panther 2 - Trabalhava na estação policial.
- 2008 Mrs. Applebaum em Weiners.
- 2008 Empregada doméstica em Worst Week.
- 2008 Mrs. Portman em Rita Rocks.
- 2008 Paciente em Scrubs.
- 2007 Dublagens de Ms. Endive em Cartoon Network show, Chowder 17 episódios.
- 2007 Ms. Francine Briggs em iCarly.
- 2007 Dr. Voss em Shredderman Rules.
- 2007 Papeis menores em Reno 911!: Miami.
- 2006 Voz da Senhora Grumplestock em American Dragon Jake Long
- 2006 Lydia em Licença para Seduzir
- 2006 Técnica de voley em The Suite Life of Zack & Cody (Episódio 50: Volley Dad)
- 2006 Voz da Búfala em Ice Age: The Meltdown
- 2005 Judge Foodie em That's So Raven (Episódio 72:Food for Thought)
- 2002 Voz de von Verminstrasser em Invader Zim
- 2002 Austin Powers in Goldmember
- 2001 Voz da Senhorita Grindstone em What About Mimi?
- 2000 How the Grinch Stole Christmas
- 1999 Comédia de horros Idle Hands
- 1999 Austin Powers: The Spy Who Shagged Me
- 1999 Kirstie Alley's em Drop Dead Gorgeous
- 1997 Austin Powers: International Man of Mystery
- 1986 Pequeno papel em House
- 1981 Pequeno papel em The Devil and Max Devlin
- 1973 Também participou de um gameshow como Donny Osmond.